# Andreas von Alvensleben
Andreas I. von Alvensleben (* vor 1495 in Hundisburg?; † 15. Januar 1565 in Randau) war Pfandbesitzer von Burg Calvörde, Miteigner auf Burg Kalbe sowie Herr auf Schloss Eichenbarleben und Schloss Randau. Dort führte er die Reformation ein.

## Leben

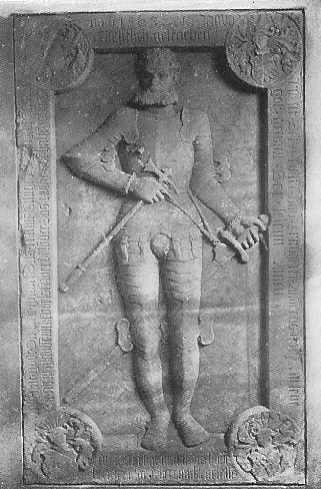
Grabstein von Andreas von Alvensleben in der Kirche in Randau

Andreas I. von Alvensleben entstammte der niederdeutschen Adelsfamilie von Alvensleben und war der älteste Sohn von Vicke I. von Alvensleben († 1510) und der Ursula von Mahrenholtz, die zur Zeit seiner Geburt vermutlich in Hundisburg lebten. In seinen jungen Jahren soll er im Kriegsdienst bei Herzog Heinrich den Jüngeren von Braunschweig (1489–1568) gestanden haben. Auch soll er unter Kaiser Karl V. am Krieg gegen König Franz I. von Frankreich in Italien und Frankreich (1521–1526) teilgenommen haben.
Später widmete er sich vor allem der Verwaltung seiner Güter. Er besaß einen Anteil an der Burg Kalbe (Milde), den Hof in Eichenbarleben und war zeitweise im Pfandbesitz der Burg Calvörde. Im Jahre 1535 unterschrieb er als Inhaber der Burg Calvörde mit den übrigen braunschweigischen Landständen einen Vergleich zwischen Herzog Heinrich den Jüngeren und seinem Bruder Wilhelm über die Regelung der Primogenitur im Herzogtum.
1554 erhielt er nach Aussterben der Roten Linie der Alvensleben im Erbvergleich das Gut Randau, wo er seinen Wohnsitz nahm. Er führte dort die Reformation ein, baut die dortige Kirche und berief  am 7. Februar 1558 Johann Schwanberger als wahrscheinlich ersten evangelischen Pfarrer. In Eichenbarleben war bereits im Jahre 1550 der letzte katholische Pfarrer, Johann Plücker, mit der gesamten Gemeinde zum evangelischen Glauben übergetreten.

## Familie und Grabstein
Andreas von Alvensleben war mit Maria von Hodenberg verheiratet. Sie hatten zusammen eine Tochter Ursula, die am 10. Dezember 1560 in Kalbe den Hofmarschall Otto Asche von Mandelsloh aus Celle heiratete. 
Andreas starb am 15. Januar 1565 in Randau und wurde in der dortigen Kirche „bey dem Altar“ begraben. Der Grabstein zeigt ihn in ganzer Gestalt im Harnisch mit einer Streitaxt in der rechten und einem Schwert in der linken Hand. An den Ecken befinden sich vier Ahnenwappen. Die Inschrift lautet: Anno 1565 den 15 Januarii Ist der Erbare und Ernvheste Andreas von Alvensleve Christlich gestorben. Got genade der selenn. Amen. Diesen stein hat maria von hodenberg iren seligen junkeren nachlegen lassen. Also hat godt die welt gelibet das Er seinen Einigen sohn gab Auf das ale die an ihn glauben nicht verloren werden, sondern das ewige leben haben. Johann. 3.